# Mesosetum ferrugineum
Mesosetum ferrugineum là một loài thực vật có hoa trong họ Hòa thảo. Loài này được (Trin.) Chase mô tả khoa học đầu tiên năm 1911.